# Arion euthymeanus
Arion euthymeanus is een slakkensoort uit de familie van de Arionidae. De wetenschappelijke naam van de soort is voor het eerst geldig gepubliceerd in 1886 door Florence.